# Tadashi Yanai
Tadashi Yanai, född 7 februari 1949, är grundare och chef över holdingbolaget Fast Retailing, till vilket klädåterförsäljningsföretaget Uniqlo är ett dotterbolag. Han rankas återkommande som en av de rikaste personerna i Japan. 2009 var hans nettoförmögenhet enligt Forbes 19,3 miljarder dollar